# Brachionus durgae
Brachionus durgae är en hjuldjursart som beskrevs av Dhanapathi 1974. Brachionus durgae ingår i släktet Brachionus och familjen Brachionidae. Inga underarter finns listade i Catalogue of Life.